# Mạng khu vực lưu trữ
SAN (tiếng Anh: Storage Area Network) là một mạng được thiết kế để kết nối các máy chủ tới hệ thống lưu trữ dữ liệu, trong đó các máy chủ truy cập tới hệ thống lưu trữ ở mức block. Ngoài SAN, NAS (Network Attached Storage) và CAS (Content Addressed Storage) là các công nghệ lưu trữ nối mạng khác, trong đó NAS cho phép máy chủ truy cập dữ liệu ở mức tệp tin còn CAS cho phép truy cập ở mức nội dung.
Trung tâm của mạng SAN là một thiết bị chuyển mạch. Xét một cách hình thức, cấu trúc mạng LAN như thế nào thì mạng SAN cũng giống như thế. Thiết bị chuyển mạch sẽ được nối tới các máy chủ và các thiết bị lưu trữ như băng từ, ổ đĩa và thậm chí là thiết bị NAS
Công nghệ kết nối có thể là SCSI (đã lạc hậu), Fibre Channel (phổ biến hiện nay) và iSCSI (công nghệ mới nổi).